# Bell 212
Bell 212 Twin Huey (tudi Twin Two-Twelve) je srednje velik dvomotorni večnamenski helikopter z dvokrakim glavnim rotorjem. Prvič je poletel leta 1968. Sprva so ga proizvajali v tovarni Bell Helicopter v Fort Worthu, Teksas, pozneje od leta 1988 naprej, ko je Bell preselil proizvodnjo komercialnih helikopterjev, pa v Mirabelu, Quebec, Kanada.
15-sedežni 212 je namenjem komercialnemu trgu. Ima 6,23 m³ tovorno kapaciteto, lahko dvigne do 2268 kg na zunanji kljuki.
Bell 212 je baziran na podaljšanem Bell 205, originalno je bil razvit za Kanadsko vojsko kot CUH-1N. Pozneje so spremenili oznako v CH-135. Kanadčani so kupili 50 helikopterjev, pozneje so Američani naročili 295 helikopterjev z oznako UH-1N za svoje sile. Bell 212 so uporabljali tudi za prevoz posekanega lesa v odmaknjenih krajih, transport delavcev in opreme na naftne ploščadi, iskanje in reševanje in dostavo tovora na Arktiko. En helikopter uporablja tudi Slovenska policija.
Poganjata ga dva turbogredna Pratt & Whitney Canada PT6T-3 Twin-Pac, v bistuva dva PT6, ki poganjata skupni reduktor. Oba motorja skupaj proizvedeta 1800 KM, če en motor odpove, lahko ostali motor dobavlja 900 KM največ 30 minut, oziroma 765 KM kontinuirano. 

## Tehnične specifikacije
- Posadka: 1 (2 za IFR)
- Kapaciteta: 14 potnikov
- Dolžina: 57 ft 1.68 in (17,43 m)
- Premer rotorja: 48 ft (14,64 m)
- Višina: 12 ft 6.83 in (3,83 m)
- Površina rotorja: 1 809.5 ft² (168,3 m²)
- Prazna teža: 6529.4 lb (2961,7 kg)
- Maks. vzletna teža: 11 200 lb (5 080 kg)
- Motorji: 1 × Pratt & Whitney Canada PT6T-3 or -3B turbogredni (dva PT6 skupaj), 1 800 KM (1 342 kW)

- Neprekoračljiva hitrost: 120 vozlov (138 mph, 223 km/h)
- Maks. hitrost: 120 vozlov (138 mph, 223 km/h)
- Potovalna hitrost: 100 vozlov (115 mph, 186 km/h)
- Dolet: 237 nm (439 km)
- Višina leta (servisna): 17 400 ft (5 305 m)
- Hitrost vzepnjanja: 1 745 ft/min (532 m/min)
- Obremenitev rotorja: 6,19 lb/ft² (30,22 kg/m²)